# Julio Aldama
Julio Reglo Aldama Zamora (Matanzas, 12 marzo 1981) è un ex calciatore cubano, di ruolo portiere.

## Carriera

### Club
Ha giocato in patria nel Matanzas.

### Nazionale
Ha partecipato alla CONCACAF Gold Cup 2007, senza aver esordito in Nazionale. Con la Nazionale cubana ha giocato poi una partita contro Antigua e Barbuda il 18 giugno 2008.